# Regierung Morrison I
Die Regierung Morrison I löste am 28. August 2018 die Regierung Turnbull II ab und regierte Australien bis zum 29. Mai 2019. Es handelte sich um eine Koalitionsregierung von Liberal Party (LIB) und National Party (NPA).

## Hintergrund
Bei der Parlamentswahlen am 2. Juli 2016 gewann die Labor Party hinzu, verfehlte jedoch mit 69 der 150 Parlamentssitze die absolute Mehrheit. Die Liberal Party stellte 60 Abgeordnete, die National Party 16. Turnbull blieb Premierminister einer Koalition von Liberalen und National Party. Nach der Abstimmungsniederlage Turnbulls um den Parteivorsitz der Liberalen gegen Schatzminister Scott Morrison am 24. August 2018 übernahm Morrison auch das Amt des Premierministers. Die Regierung konnte ihre Mehrheit bei der Parlamentswahl am 18. Mai 2019 verteidigen.

## Ministerliste
| Kabinett | Kabinett          | Kabinett | Kabinett                            | Kabinett |
| Amt | Minister          | Partei   | Amtszeit                            | Bild     |
| --- | ----------------- | -------- | ----------------------------------- | -------- |
| Premierminister | Scott Morrison    | LIB      | 28. August 2018 – 29. Mai 2019      |          |
| Minister für Ureinwohner | Nigel Scullion    | CLP      | 28. August 2018 – 29. Mai 2019      |          |
| stellvertretender Premierminister Minister für Infrastruktur und Verkehr und Regionale Entwicklung                               | Michael McCormack | NPA      | 28. August 2018 – 29. Mai 2019      |          |
| Ministerin für regionale Dienstleistungen Sportministerin Ministerin für Lokale Regierung und Dezentralisierung                  | Bridget McKenzie  | NPA      | 28. August 2018 – 29. Mai 2019      |          |
| Schatzminister | Josh Frydenberg   | LIB      | 28. August 2018 – 29. Mai 2019      |          |
| Minister für Finanzen und den öffentlichen Dienst Vizepräsident des Executive Council                                            | Mathias Cormann   | LIB      | 28. August 2018 – 29. Mai 2019      |          |
| Verteidigungsminister | Christopher Pyne  | LIB      | 28. August 2018 – 29. Mai 2019      |          |
| Minister/-in für die Rüstungsindustrie                                                                                           | Steven Ciobo      | LIB      | 28. August 2018 – 2. März 2019      |          |
| Minister/-in für die Rüstungsindustrie                                                                                           | Linda Reynolds    | LIB      | 2. März 2019 – 29. Mai 2019         |          |
| Außenministerin | Marise Payne      | LIB      | 28. August 2018 – 29. Mai 2019      |          |
| Minister für Handel, Tourismus und Investitionen                                                                                 | Simon Birmingham  | LIB      | 28. August 2018 – 29. Mai 2019      |          |
| Generalstaatsanwalt | Christian Porter  | LIB      | 28. August 2018 – 29. Mai 2019      |          |
| Innenminister | Peter Dutton      | LIB      | 28. August 2018 – 29. Mai 2019      |          |
| Kommunikationsminister Kulturminister                                                                                            | Mitch Fifield     | LIB      | 28. August 2018 – 29. Mai 2019      |          |
| Minister für Frauen Minister für Arbeitsplätze und Industrie                                                                     | Kelly O’Dwyer     | LIB      | 28. August 2018 – 29. Mai 2019      |          |
| Ministerin für Klein- und Familienunternehmen, Qualifikationen und Berufsausbildung                                              | Michaelia Cash    | LIB      | 28. August 2018 – 29. Mai 2019      |          |
| Minister für Rohstoffe und Nordaustralien                                                                                        | Matthew Canavan   | LNP      | 28. August 2018 – 29. Mai 2019      |          |
| Ministerin für Industrie, Wissenschaft und Technologie                                                                           | Karen Andrews     | LNP      | 28. August 2018 – 29. Mai 2019      |          |
| Bildungsminister | Dan Tehan         | LIB      | 28. August 2018 – 29. Mai 2019      |          |
| Gesundheitsminister | Greg Hunt         | LIB      | 28. August 2018 – 29. Mai 2019      |          |
| Minister für Familie und Soziales                                                                                                | Paul Fletcher     | LIB      | 28. August 2018 – 29. Mai 2019      |          |
| Minister für Landwirtschaft und Wasserressourcen                                                                                 | David Littleproud | LNP      | 28. August 2018 – 29. Mai 2019      |          |
| Umweltministerin | Melissa Price     | LIB      | 28. August 2018 – 29. Mai 2019      |          |
| Energieminister | Angus Taylor      | LIB      | 28. August 2018 – 29. Mai 2019      |          |
| |                   |          |                                     |          |
| Juniorminister |                   |          |                                     |          |
| Minister für Städte, städtische Infrastruktur und Bevölkerung                                                                    | Alan Tudge        | LIB      | 28. August 2018 – 29. Mai 2019      |          |
| stellvertretender Schatzminister                                                                                                 | Stuart Robert     | LIB      | 28. August 2018 – 29. Mai 2019      |          |
| Special Minister of State | Alex Hawke        | LIB      | 28. August 2018 – 29. Mai 2019      |          |
| Minister für Veteranen Minister für Verteidigungspersonal Assistant Minister für die ANZAC-Hundertjahrfeier beim Premierminister | Darren Chester    | NPA      | 28. August 2018 – 29. Mai 2019      |          |
| Minister für Einwanderung, Staatsbürgerschaft und multikulturelle Angelegenheiten                                                | David Coleman     | LIB      | 28. August 2018 – 29. Mai 2019      |          |
| Minister für Altenbetreuung Minister für Gesundheit der Ureinwohner                                                              | Ken Wyatt         | LIB      | 28. August 2018 – 29. Mai 2019      |          |
| Minister für Human Services Minister für Digitale Transformation                                                                 | Michael Keenan    | LIB      | 28. August 2018 – 29. Mai 2019      |          |
| |                   |          |                                     |          |
| Assistant Minister und parlamentarische Staatssekretäre                                                                          |                   |          |                                     |          |
| Assistant Minister beim Premierminister                                                                                          | Steve Irons       | LIB      | 28. August 2018 – 29. Mai 2019      |          |
| Assistant Minister für regionale Entwicklung und Territorien                                                                     | Sussan Ley        | LIB      | 28. August 2018 – 29. Mai 2019      |          |
| Assistant Minister beim stellvertretenden Premierminister                                                                        | Andrew Broad      | NPA      | 28. August 2018 – 18. Dezember 2018 |          |
| Assistant Minister beim stellvertretenden Premierminister                                                                        | Andrew Gee        | NPA      | 25. Januar 2019 – 29. Mai 2019      |          |
| Assistant Minister für Straßen und Verkehr                                                                                       | Scott Buchholz    | LIB      | 28. August 2018 – 29. Mai 2019      |          |
| Assistant Minister beim Schatzministerium und für Finanzen                                                                       | Zed Seselja       | LIB      | 28. August 2018 – 29. Mai 2019      |          |
| Assistant Minister für Verteidigung                                                                                              | David Fawcett     | LIB      | 28. August 2018 – 29. Mai 2019      |          |
| Assistant Minister für internationale Entwicklung und den Pazifik                                                                | Anne Ruston       | LIB      | 28. August 2018 – 29. Mai 2019      |          |
| Assistant Minister für Handel, Tourismus und Investitionen                                                                       | Mark Coulton      | NPA      | 28. August 2018 – 29. Mai 2019      |          |
| Assistant Minister für Inneres                                                                                                   | Linda Reynolds    | LIB      | 28. August 2018 – 2. März 2019      |          |
| Assistant Minister für Soziales, Wohnungen und Behinderte                                                                        | Sarah Henderson   | LIB      | 28. August 2018 – 29. Mai 2019      |          |
| Assistant Minister für Kinder und Familien                                                                                       | Michelle Landry   | NPA      | 28. August 2018 – 2. März 2019      |          |
| Assistant Minister für Landwirtschaft und Wasservorräte                                                                          | Richard Colbeck   | LIB      | 28. August 2018 – 2. März 2019      |          |